# Doris Freigofas
Doris Freigofas (* 1983 in Dresden) ist eine deutsche Illustratorin.

## Leben und Werk
Doris Freigofas studierte an der Kunsthochschule Weißensee. Für ihr Diplom bei Nanne Meyer Von einem, der auszog das Fürchten zu lernen, eine Adaption des gleichnamigen Märchens der Brüder Grimm, wurde sie 2010 mit dem Ehrendiplom des Wettbewerbs Die schönsten deutschen Bücher 2010 ausgezeichnet.
2011 wurde ihr das Hans-Meid-Stipendium zugesprochen und die 3x3 Gold Medal zuerkannt.
Sie lebt und arbeitet in Berlin mit ihrem Partner Daniel Dolz. Als freischaffendes Künstler- und Illustratorenduo Golden Cosmos illustrieren sie gemeinsam für The New Yorker, The New York Times, Washington Post, Die Zeit und andere wichtige Medien weltweit.
Seit 2018 ist Doris Freigofas Mitglied des Spring-Kollektivs, das jährlich eine Anthologie mit visuell erzählten Geschichten veröffentlicht.

## Veröffentlichungen (Auswahl)
- Noemi Schneider: Ludwig und das Nashorn. Illustriert von Golden Cosmos. NordSüd Verlag, Zürich 2023, ISBN 978-3-314-10631-6.
- Gespenster. Spring. Mairisch Verlag, Hamburg 2020, ISBN 978-3-938539-60-6.
- Sex. Spring. Mairisch Verlag, Hamburg 2019, ISBN 978-3-938539-54-5.
- Arbeit. Spring. Mairisch Verlag, Hamburg 2018, ISBN 978-3-938539-50-7.
- Arnaud Roi: Piratomania. Illustriert von Golden Cosmos. Editions Milan, 2017, ISBN 978-2-7459-7962-9.
- Golden Cosmos: Locomotion. Nobrow Press, 2016, ISBN 978-1-910620-11-3.
- Golden Cosmos: Sonntagsheiligung in Deutschland. Büchergilde, Frankfurt a. M. 2012, ISBN 978-3-86406-008-3.
- Golden Cosmos: High Times. Nobrow Press, 2012, ISBN 978-1-907704-35-2.

## Einzelbelege
1. ↑  Die schönsten deutschen Bücher 2010. In: tagesspiegel.de. 23. Mai 2011, abgerufen am 21. November 2022.
2. ↑  Hans Meid Stiftung. In: hans-meid-stiftung.de. 2011, abgerufen am 21. November 2022.
3. ↑  3x3. In: 3x3mag.com. 16. Juni 2011, abgerufen am 21. November 2022.

| Personendaten    | Personendaten          |
| ---------------- | ---------------------- |
| NAME             | Freigofas, Doris       |
| KURZBESCHREIBUNG | deutsche Illustratorin |
| GEBURTSDATUM     | 1983                   |
| GEBURTSORT       | Dresden                |